# Стукалова, Виктория Валерьевна
Виктория Валерьевна Стукалова (14 декабря 1994, Краснодар) — российская футболистка, защитница.

## Биография
Воспитанница краснодарского футбола, первый тренер — Татьяна Зайцева. Становилась победительницей и призёром первенств России, спартакиад учащихся России в младших возрастах, первенства России среди дублирующих составов.
За основной состав клуба «Кубаночка» выступала с сезона 2011/12. Дебютный матч в высшей лиге России сыграла 4 июня 2011 года против воронежской «Энергии» (0:7), заменив в перерыве Екатерину Братко. Неоднократная финалистка Кубка России (2014, 2015, 2016).
Выступала за юниорскую и молодёжную сборную России.